# Loud Tour
The Loud Tour – czwarta trasa koncertowa barbadoskiej piosenkarki Rihanny wykonującej piosenki z pogranicza popu i R&B. Tournée promowało piąty studyjny album Loud. Koncert mający miejsce w Rio de Janeiro, w Brazylii, 23 sierpnia 2011 roku był częścią festiwalu Rock in Rio. Trasę rozpoczęła w Baltimore w Stanach Zjednoczonych, a zakończyła w Londynie w Wielkiej Brytanii, gdzie też w ciągu trzech dni nagrała oficjalne DVD z trasy. Odwiedziła Polskę 6 grudnia 2011 roku podczas koncertu w łódzkiej Atlas Arenie. Ze sprzedanych 1 200 800 biletów uzyskano przychód 90 mln USD – podaje strona Pollstarpro.com.

## Tło
Rihanna 9 lutego 2011 roku ogłosiła, że wybiera się w trasę „Loud” po całym świecie wycieczek w celu promowania albumu o tej samej nazwie. Trasa rozpocznie się w czerwcu w Baltimore i zakończyła się w grudniu w Londynie. Barbadoska artystka wypowiedziała się o trasie: „Tworzymy niesamowitą przejażdżkę z tą trasą, jestem podekscytowana w dzieleniu się moją nową muzykę z tego albumu. Będziemy mieli niesamowity czas i wiem, że.. moi fani są gotowi być loud!”. W amerykańskim Idolu Rihanna rozmawiała z Ryanem Seacrestem na temat konstrukcji sceny: „Właśnie zaprojektowaliśmy scenę i sekcje... gdzie fani będą mogli być bliżej mnie niż kiedykolwiek. To prawdziwy VIP.” Chociaż piosenkarki planowała, by wszystkie koncerty w Ameryce Północnej były supportowane, Cee Lo Green odmówił występu przy kilku, z powodu napiętego harmonogramu.

## Odbiór krytyczny
Trasa zyskała kluczowe uznanie u krytyków muzycznych cytujących to jako „najlepszą trasę Rihanny”. Jane Stevenson z Toronto Sun wypowiedział się: „Dwie godziny, wydające się dłuższe niż w rzeczywistości pokazują niesamowity billing. I jeszcze więcej!” Bernard Pérusse z Montreal Gazette stwierdził, że trasa to wizualny spektakl, mówiąc: „Obudowa, suchy lód, zimne ognie, pióropusze z dymu, platformy i podnoszenie ich od dołu i z powrotem, w miarę potrzeb, ruchoma część parkietu przenosi ją z jednej strony sceny na drugą, filmy, wijące się tancerki, armaty, rockowe solówki, mnóstwo zmieniających się kostiumów i być może rekord w krzyczeniu „Montreal”, przez Rihannę. Fani jedli to.” Jon Brean ze Star Tribune zauważył, że „Barbadoska piosenkarka jest bardziej wizualna i wokalna dynamicznie, niż ona kiedykolwiek wcześniej.” Amanda Ash z The Vancouver Sun stwierdziła, że „Rihanna potrafi wydać przyjęcie – erotyczne, zaparowane, gdzie wczorajsze kłopoty są zgniecione pod miło-wysokimi szpilkami i zatopione przez odurzająco klubowy bit”, dodała także „Rihanna zamieniła Rogers Arena w olbrzymi design podczas piątkowej nocy."

## Artyści otwierający trasę
- J.Cole (Ameryka Północna)[8]
- B.o.B ((Ameryka Północna; wybrane koncerty)[9]
- Cee Lo Green (Ameryka Północna; wybrane koncerty)[10]
- Calvin Harris (Europa; wybrane koncerty m.in. Polska)

## Setlista
Akt I (Loud)
1. „Only Girl (In the World)”
2. „Disturbia”
3. „Shut Up and Drive”
4. „Man Down”

Akt II (Sex)
1. „Darling Nikki”
2. „S&M”
3. „Let Me”
4. „Skin"

Akt III (Bad Ass)
1. „Raining Men”
2. „Hard”
3. „Breakin’ Dishes”
4. Połączenie: „Run This Town”/"Live Your Life”

Akt IV (Love Hate)
1. „Unfaithful”
2. „Hate That I Love You”
3. „California King Bed”

Akt V
1. „What’s My Name?”
2. „Rude Boy”
3. „Cheers (Drink to That)”
4. „Don’t Stop The Music”
5. „Take a Bow”

Bis
1. „Love the Way You Lie (Part II)”
2. „Umbrella”
3. „We Found Love” „(dodano 13 listopada 2011)”

Źródło:.

### Wydanie DVD
- Podczas koncertu w Air Canada Centre w Toronto Rihanna wykonała „Fading”, zamiast „Cheers (Drink to That)”[4].
- W dniach od 20-22 grudnia 2011 roku podczas występów w Londynie nagrała oficjalne DVD z trasy Loud Tour. Premiera Loud Tour DVD nastąpi 18 grudnia 2012 roku.

## Koncerty
| Data                 | Miasto              | Państwo           | Miejsce                                   |
| -------------------- | ------------------- | ----------------- | ----------------------------------------- |
| Ameryka Północna     |                     |                   |                                           |
| 4 czerwca 2011       | Baltimore           | Stany Zjednoczone | 1st Mariner Arena                         |
| 6 czerwca 2011       | Toronto             | Kanada            | Air Canada Centre                         |
| 7 czerwca 2011       | Toronto             | Kanada            | Air Canada Centre                         |
| 8 czerwca 2011       | Ottawa              | Kanada            | Scotiabank Place                          |
| 10 czerwca 2011      | Montreal            | Kanada            | Bell Centre                               |
| 11 czerwca 2011      | Montreal            | Kanada            | Bell Centre                               |
| 14 czerwca 2011      | Auburn Hills        | Stany Zjednoczone | Palace of Auburn Hills                    |
| 15 czerwca 2011      | Chicago             | Stany Zjednoczone | United Center                             |
| 16 czerwca 2011      | Minneapolis         | Stany Zjednoczone | Target Center                             |
| 18 czerwca 2011      | Winnipeg            | Kanada            | MTS Centre                                |
| 19 czerwca 2011      | Saskatoon           | Kanada            | Credit Union Centre                       |
| 21 czerwca 2011      | Calgary             | Kanada            | Scotiabank Saddledome                     |
| 22 czerwca 2011      | Edmonton            | Kanada            | Rexall Place                              |
| 24 czerwca 2011      | Vancouver           | Kanada            | Rogers Arena                              |
| 25 czerwca 2011      | Vancouver           | Kanada            | Rogers Arena                              |
| 28 czerwca 2011      | Los Angeles         | Stany Zjednoczone | Staples Center                            |
| 29 czerwca 2011      | Anaheim             | Stany Zjednoczone | Honda Center                              |
| 30 czerwca 2011      | Oakland             | Stany Zjednoczone | Oracle Arena                              |
| 2 lipca 2011         | Las Vegas           | Stany Zjednoczone | Mandalay Bay Events Center                |
| 4 lipca 2011         | Albuquerque         | Stany Zjednoczone | The Pavilion                              |
| 8 lipca 2011         | Dallas              | Stany Zjednoczone | American Airlines Center                  |
| 9 lipca 2011         | Houston             | Stany Zjednoczone | Toyota Center                             |
| 11 lipca 2011        | Birmingham          | Stany Zjednoczone | BJCC Arena                                |
| 12 lipca 2011        | Atlanta             | Stany Zjednoczone | Chastain Park Amphitheatre                |
| 14 lipca 2011        | Sunrise             | Stany Zjednoczone | BankAtlantic Center                       |
| 16 lipca 2011        | Greensboro          | Stany Zjednoczone | Greensboro Coliseum                       |
| 17 lipca 2011        | Atlantic City       | Stany Zjednoczone | Borgata Event Center                      |
| 19 lipca 2011        | Uniondale           | Stany Zjednoczone | Nassau Veterans Memorial Coliseum         |
| 21 lipca 2011        | East Rutherford     | Stany Zjednoczone | Izod Center                               |
| 22 lipca 2011        | Uncasville          | Stany Zjednoczone | Mohegan Sun Arena                         |
| 23 lipca 2011        | Filadelfia          | Stany Zjednoczone | Wells Fargo Center                        |
| 24 lipca 2011        | Boston              | Stany Zjednoczone | TD Garden                                 |
| 5 sierpnia 2011      | Bridgetown          | Barbados          | Kensington Oval                           |
| Europa               |                     |                   |                                           |
| 15 sierpnia 2011     | Helsinki            | Finlandia         | Hietaranta Beach                          |
| 17 sierpnia 2011     | Bergen              | Norwegia          | Koengen                                   |
| 18 sierpnia 2011     | Bergen              | Norwegia          | Koengen                                   |
| 20 sierpnia 2011     | Weston              | Wielka Brytania   | Weston Park                               |
| 21 sierpnia 2011     | Chelmsford          | Wielka Brytania   | Hylands Park                              |
| Ameryka Południowa   |                     |                   |                                           |
| 17 września 2011     | São Paulo           | Brazylia          | Arena Anhembi                             |
| 18 września 2011     | Belo Horizonte      | Brazylia          | Mineirinho Arena                          |
| 21 września 2011     | Brasília            | Brazylia          | Nilson Nelson Arena                       |
| 23 września 2011     | Rio de Janeiro      | Brazylia          | Parque Olímpico Cidade do Rock            |
| Europa               |                     |                   |                                           |
| 29 września 2011     | Belfast             | Wielka Brytania   | Odyssey Arena                             |
| 30 września 2011     | Belfast             | Wielka Brytania   | Odyssey Arena                             |
| 1 października 2011  | Belfast             | Wielka Brytania   | Odyssey Arena                             |
| 3 października 2011  | Dublin              | Irlandia          | The O2                                    |
| 5 października 2011  | Londyn              | Wielka Brytania   | The O2 Arena                              |
| 7 października 2011  | Londyn              | Wielka Brytania   | The O2 Arena                              |
| 7 października 2011  | Liverpool           | Wielka Brytania   | Echo Arena Liverpool                      |
| 9 października 2011  | Manchester          | Wielka Brytania   | Manchester Arena                          |
| 10 października 2011 | Glasgow             | Szkocja           | Scottish Exhibition and Conference Centre |
| 11 października 2011 | Glasgow             | Szkocja           | Scottish Exhibition and Conference Centre |
| 13 października 2011 | Londyn              | Wielka Brytania   | The O2 Arena                              |
| 15 października 2011 | Birmingham          | Wielka Brytania   | LG Arena                                  |
| 16 października 2011 | Newcastle           | Wielka Brytania   | Metro Radio Arena                         |
| 19 października 2011 | Lyon                | Francja           | Halle Tony Garnier                        |
| 20 października 2011 | Paryż               | Francja           | Palais Omnisports de Paris-Bercy          |
| 21 października 2011 | Paryż               | Francja           | Palais Omnisports de Paris-Bercy          |
| 22 października 2011 | Antwerpia           | Belgia            | Sportpaleis                               |
| 25 października 2011 | Monachium           | Niemcy            | Olympiahalle                              |
| 26 października 2011 | Frankfurt nad Menem | Niemcy            | Festhalle Frankfurt                       |
| 28 października 2011 | Herning             | Dania             | Jyske Bank Boxen                          |
| 30 października 2011 | Oslo                | Norwegia          | Oslo Spektrum                             |
| 1 listopada 2011     | Sztokholm           | Szwecja           | Ericsson Globe                            |
| 4 listopada 2011     | Hanower             | Niemcy            | TUI Arena                                 |
| 5 listopada 2011     | Lipsk               | Niemcy            | Arena Leipzig                             |
| 7 listopada 2011     | Zurych              | Szwajcaria        | Hallenstadion                             |
| 8 listopada 2011     | Kolonia             | Niemcy            | Lanxess Arena                             |
| 9 listopada 2011     | Arnhem              | Holandia          | GelreDome XS                              |
| 11 listopada 2011    | Antwerpia           | Belgia            | Sportpaleis                               |
| 13 listopada 2011    | Londyn              | Wielka Brytania   | The O2 Arena                              |
| 14 listopada 2011    | Londyn              | Wielka Brytania   | The O2 Arena                              |
| 15 listopada 2011    | Londyn              | Wielka Brytania   | The O2 Arena                              |
| 18 listopada 2011    | Birmingham          | Wielka Brytania   | LG Arena                                  |
| 19 listopada 2911    | Sheffield           | Wielka Brytania   | Motorpoint Arena Sheffield                |
| 21 listopada 2011    | Manchester          | Wielka Brytania   | Manchester Arena                          |
| 22 listopada 2011    | Nottingham          | Wielka Brytania   | Capital FM Arena Nottingham               |
| 23 listopada 2011    | Glasgow             | Szkocja           | Scottish Exhibition and Conference Centre |
| 25 listopada 2011    | Dublin              | Irlandia          | The O2                                    |
| 27 listopada 2011    | Newcastle           | Wielka Brytania   | Metro Radio Arena                         |
| 28 listopada 2011    | Manchester          | Wielka Brytania   | Manchester Arena                          |
| 29 listopada 2011    | Birmingham          | Wielka Brytania   | National Indoor Arena                     |
| 1 grudnia 2011       | Londyn              | Wielka Brytania   | The O2 Arena                              |
| 2 grudnia 2011       | Manchester          | Wielka Brytania   | Manchester Arena                          |
| 3 grudnia 2011       | Londyn              | Wielka Brytania   | The O2 Arena                              |
| 4 grudnia 2011       | Hamburg             | Niemcy            | O2 World Hamburg                          |
| 6 grudnia 2011       | Łódź                | Polska            | Atlas Arena                               |
| 7 grudnia 2011       | Praga               | Czechy            | O2 Arena                                  |
| 8 grudnia 2011       | Budapeszt           | Węgry             | Budapest Sports Arena                     |
| 10 grudnia 2011      | Zurych              | Szwajcaria        | Hallenstadion                             |
| 11 grudnia 2011      | Turyn               | Włochy            | Torino Palasport Olimpico                 |
| 12 grudnia 2011      | Mediolan            | Włochy            | Mediolanum Forum                          |
| 14 grudnia 2011      | Barcelona           | Hiszpania         | Palau Sant Jordi                          |
| 15 grudnia 2011      | Madryt              | Hiszpania         | Palacio de Deportes                       |
| 17 grudnia 2011      | Lizbona             | Portugalia        | Pavilhão Atlântico                        |
| 20 grudnia 2011      | Londyn              | Wielka Brytania   | The O2 Arena                              |
| 21 grudnia 2011      | Londyn              | Wielka Brytania   | The O2 Arena                              |
| 22 grudnia 2011      | Londyn              | Wielka Brytania   | The O2 Arena                              |